# Liste des demeures royales françaises
La liste des demeures royales françaises présente les lieux de résidence ayant appartenu à une famille royale française et qu'un roi — ou une reine — a habités.

## Île-de-France

### Paris et petite couronne
- Palais de la Cité
- Palais du Louvre et le palais des Tuileries
- Château de Vincennes
- Château de Saint-Cloud
- Hôtel Saint-Pol
- Hôtel des Tournelles
- Château de Madrid (Neuilly-sur-Seine)
- Hôtel de Soissons
- Palais du Luxembourg
- Château de Meudon

### Yvelines
- Château de Versailles
- Château de Saint-Germain-en-Laye
- Château de la Muette (Saint-Germain-en-Laye)
- Château de Rambouillet
- Château de Marly (Marly-le-Roi)
- Château de Sainte-Gemme (Feucherolles)
- Château de Poissy
- Château de Mantes (Mantes-la-Jolie)
- Château de Saint-Hubert (Le Perray-en-Yvelines)

### Val-d'Oise
- Château de Pontoise
- Château de Beaumont-sur-Oise

### Seine-et-Marne
- Château de Chelles
- Château de Fontainebleau
- Château de Montceaux (Montceaux-lès-Meaux)
- Château du Vivier

### Val-de-Marne
- Château de Choisy-le-Roi

### Essonne
- Château de Dourdan

## Haut-de-France

### Oise
- Château de Senlis
- Château de Compiègne
- Château de Creil

### Aisne
- Château de Villers-Cotterêts

## Le long de la Loire et de son bassin

### Loiret
- Château de Montargis

### Loir-et-Cher
- Château de Blois
- Château de Chambord

### Indre-et-Loire
- Château de Loches
- Château de Chinon
- Château d'Amboise
- Château de Chenonceau
- Château de Plessis-lèz-Tours
- Château de Tours

## Normandie

### Seine-Maritime
- Château d'Eu

## Sicile

### Palerme
- Palais d'Orléans
- Palais d'Aumale (Terrasini)